# حافظه ناآشکار
حافظهٔ ناآشکار یا حافظهٔ ضمنی (implicit memory) یکی از دو نوع حافظه بلند مدت (long-term human memory) در انسان است و حافظه ای است که در آن انواع اطلاعات را به شکل ناخودآگاه به یاد می‌آوریم. در واقع خاطرات نااشکار در خارج از آگاهی شخص، حضور دارند، و ما از وجود این خاطرات آگاهی نداریم. یکی از رایج‌ترین شکل آن حافظه روندی (Procedural memory) است که باعث می‌شود شخص به‌درستی و به‌صورت ناخودآگاه وظایف متعدد را انجام دهد، برای مثال شخصی که در حال رانندگی است قادر خواهد بود با تلفن صحبت کند یا در امور مختلف تصمیم‌گیری کند، همچنین می‌توانند به‌صورت ناخودآگاه بر افکار و رفتار ما تأثیر گذار باشد، ما هنگامی متوجه حافظهٔ ناآشکار می‌شویم که در انجام دادن کارهای ادراکی، حرکتی، یا ذهنی بهبود نشان می‌دهیم، بدون آنکه به یاد بیاوریم کدام تجربه‌ها به عملکرد بهتر منجر شده است. جنبه‌های دیگر حافظه ضمنی عبارتند از شرطی سازی کلاسیک (Classical conditioning) که در آن روش یادگیری محرک فعلی مرتبط با محرک‌های قبلی و یادگیری‌های قبلی می‌باشد برای مثال زمانی که این نوع شرطی سازی در حافظه اتفاق می‌افتد زمانی که شما صدای آهنگ اخبار را می‌شنوید انتظار مشاهده اخبار را دارید، نوع دیگر حافظه ضمنی «بازنمایی ادراکی» (Perceptual representation system) نام دارد که بیشتر توسط ویژگی‌های اثر پیش‌زمینه شناختی می‌شود زمانی که شما کلمه ر_ا را می‌بینید احتمال زیاد یاد کلمه رضا می‌افتید و نه رسا، در واقع محرک‌هایی که اخیراً بیشتر اتفاق افتاده‌اند در اولویت قرار می‌گیرند. نوع دیگر حافظه ضمنی یادگیری‌های برنامه‌ریزی نشده (None-associative Learning) می‌باشد که مرتبط با عادات و حساسیت‌زائی‌ها می‌باشد. شکل‌گیری عادات در انسان امری مستمر و ناخودآگاه است که مرتبط با حافظه یادگیری‌های برنامه‌ریزی نشده می‌باشد.